# 莫利诺
莫利诺（法語：Molinot，法語發音：[mɔlino]）是法国科多尔省的一个市镇，属于博讷区。

## 地理
莫利诺（47°0'51"N, 4°35'18"E）面积12.68 平方千米，位于法国勃艮第-弗朗什-孔泰大區科多尔省，该省份为法国中东部省份，北起奥布省，西接涅夫勒省和约讷省，南至索恩-卢瓦尔省，东南接汝拉省，东临上索恩省，东北部与上马恩省接壤。
与莫利诺接壤的市镇（或旧市镇、城区）包括：尚皮尼奥勒、欧比尼拉龙斯、桑托斯、蒂里、瓦勒蒙、埃皮纳克。

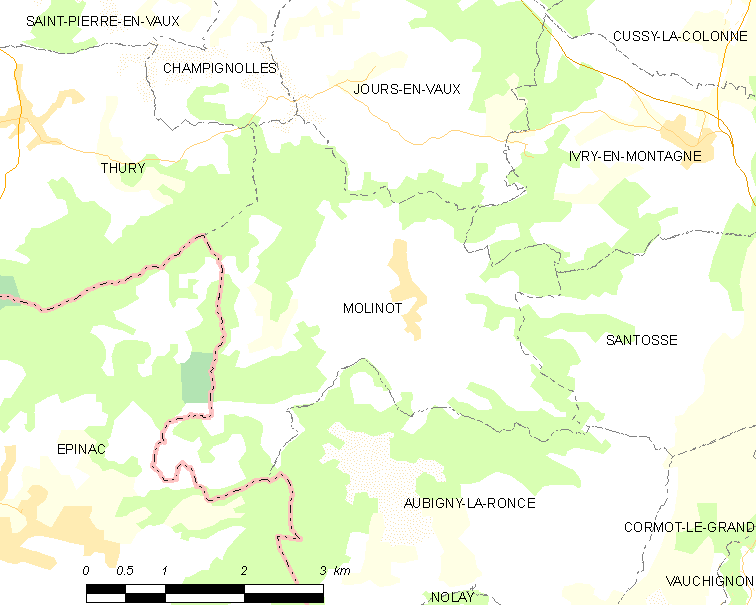
莫利诺的OSM定位图

莫利诺的时区为UTC+01:00、UTC+02:00（夏令时）。

## 行政
莫利诺的邮政编码为21340，INSEE市镇编码为21420。

## 政治
莫利诺所属的省级选区为阿尔奈勒迪克县。

## 人口

1962-2008年间莫利诺人口变化图示

莫利诺于2022年1月1日时的人口数量为166人。